# Spiritualité Orientale
Spiritualité orientale (zu Deutsch etwa Östliche bzw. Ostkirchliche Spiritualität; Abk. SO) ist eine 1966 von Pater Placide Deseille gegründete französische Buchreihe. Diese Buchreihe erscheint in den Éditions Monastiques Abbaye de Bellefontaine des Klosters Bellefontaine. Die Sammlung enthält wichtige Werke der orthodoxen Theologie und Spiritualität, darunter die Philokalie, die Apophthegmata der Wüstenväter, die Homilien des heiligen Makarios des Großen (fälschlicherweise zugeschrieben), Die Große Fastenzeit von Pater Alexander Schmemann, Über das Jesusgebet des heiligen Ignatius Brjantschaninow und andere. Zahlreiche geistliche Würdenträger und Fachgelehrte haben an der Reihe mitgewirkt. In der folgenden Übersicht werden die Bandnummer sowie Titel und Verfasser bzw. Übersetzer angegeben. Sie erhebt keinen Anspruch auf Aktualität oder Vollständigkeit.

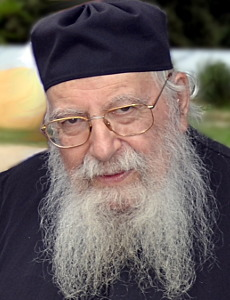
Placide Deseille (1926–2018)

## Übersicht
1. Les Apophtègmes des Pères du désert. Série alphabétique, Jean-Claude Guy, SJ
2. L’esprit du monachisme Pachômien, mit einer frz. Übersetzung der Pachomiana Latina durch die Mönche von Solesmes, P. Placide Deseille.
3. Solitude et vie contemplative d’après l’Hésychasme, Irénée Hausherr, SJ
4. Les rituels orientaux de la profession monastique, Pierre Raffin
5. Silouane: Écrits spirituels (Auszüge)
6. La Prière du cœur, Jacques Serr und Olivier Clément
7. Recueil ascétique, Abbé Isaïe
8. Antoine le Grand, Père des moines, Noëlle Devilliers, OP
9. La vie de Sainte Synclétique. Discours de salut à une vierge. Übersetzt von Sœur Odile Bénédicte Bernard, OSB, und Jean Bouvet, Präsentation von Dom Lucien Regnault, OSB[4]
10. (Anonym) Le Pèlerin russe. Trois récits inédits
11. Séraphim de Sarov, suivi par Entretien avec Motovilov[5] et des Instructions spirituelles, Irina Goraïnoff
12. Le chemin des ascètes. Une initiation à la vie spirituelle, Tito Collianter
13. Le grand Carême. Ascèse et Liturgie dans l’Église orthodoxe, Alexandre Schmemann
14. La douloureuse joie. Aperçus sur la prière personnelle de l’Orient chrétien, Olivier Clément, Boris Bobrinskoy ,  Pierre Koppel, Élisabeth Behr-Sigel, Myrrha Lot-Borodine
15. Icône de la Nativité. Un corollaire et un moyen de formulation du dogme de l’Incarnation, Père Georges Drobot
16. Le Mystère pascal. Commentaires liturgiques, Alexandre Schmemann und Olivier Clément
17. Le Christ, Terre des vivants. Le « corps spirituel », le sens de la terre, Olivier Clément
18. L’art de la prière. Anthologie de textes spirituels sur la prière du cœur, Higoumène Chariton de Valamo
19. Lettres, Saint Antoine
20. La nouveauté de l’Esprit. Études de spiritualité, Paul Evdokimov
21. La paternité spirituelle en Russie aux XVIIIe et XIXe siècles, Vladimir Lossky und Nicolas Arseniev
22. La vie de Saint Antoine. Essai sur la spiritualité du monachisme primitif, Louis Bouyer
23. L’Icône de la Transfiguration. Étude, suivie des Homélies d’Anastase le Sinaïte et de Saint Jean Damascène, Roselyne de Feraudy
24. L’Échelle Sainte, Saint Jean Climaque
25. La spiritualité de Nil Sorskij. L’hésychasme russe. George Maloney
26. Désert et communion. Témoignages des Pères du désert recueillis à partir des Paterica arméniens, Dom Louis Leloir, OSB
27. Ma vie en Christ, Jean de Cronstadt
28. Vie et conduite de notre Père saint Antoine, Saint Athanase
29. Écrits spirituels (Auszüge), Alexandre Eltchaninoff[6]
30. Aux origines du monachisme chrétien. Pour une phénoménologie du monachisme, Antoine Guillaumont
31. « Et le désert devint une cité… » Une introduction à l’étude du monachisme égyptien et palestinien dans l’Empire chrétien, Derwas James Chitty
32. Saint Nil Sorskij (1433–1508). La vie, les écrits, le skite d’un starets de Trans-Volga[7]
33. Prière et sainteté dans l’Église russe, Élisabeth Behr-Sigel
34. Le Starets Ambroise d’Optino, John B. Dunlop
35. Approches de la Prière de Jésus, Évêque Ignace Briantchaninov
36. Saint Basile. Évangile et Église. Mélanges, tome I, Dom Jean Gribomont, OSB
37. Saint Basile. Évangile et Église. Mélanges, tome II – Index, Dom Jean Gribomont, OSB
38. La vie de Saint Pachôme selon la tradition copte
39. Joie de la Transfiguration d’après les Pères d’Orient. Texte präsentiert von Dom Michel Coune, OSB, Mönch von Saint-André-lez-Bruges.
40. Les homélies spirituelles de Saint Macaire. Le Saint-Esprit et le Chrétien. Frz. Übersetzung, mit Einführung von Père Placide Deseille.
41. Traités spirituels et théologiques, Marc le Moine[8]
42. Lettres des Pères du désert: Ammonas, Macaire, Arsène, Sérapion de Thmuis. Einführungen, Übersetzungen und Anmerkungen von Bernard Outtier, André Louf, OCSO, Michel Van Parys, OSB, und Sœur Claire-Agnès Zirnheld, OCSO
43. Les sentences des pères du désert. – Série des Anonymes[9]
44. Lexique du désert. Étude de quelques mots-clés du vocabulaire monastique grec ancien, Pierre Miquel, OSB, abbé de Ligugé
45. Saint Séraphim: Sarov et Diveyevo. Études et documents suivis d’une étude sur un fragment inédit des Récits d’un Pèlerin russe, Vsévolod Rochcau[10]
46. Roumanie. Tradition et culture hésychastes, Romul Joanta
47. Les moines Acémètes. Vies des saints Alexandre, Marcel et Jean Calybite, Frère Jean-Marie Baguenard
48. Prière, Esprit Saint et unité chrétienne, Père Matta el-Maskîne
49. Aux prises avec le mal. Le combat contre les démons dans le monachisme des origines, Dom Anselm Grün, OSB
50. L’œil de lumière. La vision spirituelle de saint Éphrem. Sébastien Brock
51. Les enseignements des Pères du désert. Hyperéchios, Étienne de Thèbes, Zosime. Vorwort von Dom Michel Van Parys, Abt von Chevetogne, Einführung, Übersetzung und Anmerkungen von Dom Paul Tirot, OSB, Dom Michel Van Parys, OSB, Dom Lucien Regnault, OSB
52. Akèdia. La doctrine spirituelle d’Évagre le Pontique sur l’acédie, Gabriel Bunge
53. Le saint Prophète Élie d’après les Pères de l’Église. Textes présentés par les carmélites du Monastère Saint-Élie, Vorwort von Jean-Philippe Houdret, OCD
54. Autobiographie d’un starets, Païssij Velitchkovskij
55. La communion d’amour, Père Matta el-Maskîne
56. Communion du Saint-Esprit, Père Boris Bobrinskoy
57. Saint Antoine, ascète selon l’Évangile. Suivi de Les vingt Lettres de saint Antoine selon la tradition arabe, Père Matta el-Maskîne
58. Dans la tradition basilienne. Les Constitutions Ascétiques, l’Admonition à un fils spirituel et autres écrits. Übersetzung und Präsentation von Frère Jean-Marie Baguenard.
59. Le saint Prophète Élisée d’après les Pères de l’Église. Textes présentés par les carmélites du Monastère Saint-Élie. Vorwort von Olivier Clément.
60. Quatre ermites égyptiens d’après les fragments coptes de l’Histoire Lausiaque. Präsentation von Gabriel Bunge, Übersetzung von Père Adalbert de Vogüé, Mönch von Pierre-qui-Vire.
61. La paternité spirituelle dans la pensée d’Évagre le Pontique, Gabriel Bunge
62. Mystiques d’Orient et d’Occident, Ysabel de Andia
63. Philocalie : l’amour de la beauté. Actes du Symposium International sur la Philocalie à Rome (November 1989).
64. Ascèse, contemplation et ministère d’après l’Histoire Lausiaque de Pallade d’Hélénopolis, Nicolas Molinier
65. Élie, archétype du moine. Pour un ressourcement prophétique de la vie monastique, Sœur Éliane Poirot, OCD
66. Études sur la spiritualité de l’Orient chrétien, Antoine Guillaumont
67. Évagre le Pontique. traité pratique ou le moine. Cent chapitres sur la vie spirituelle, Gabriel Bunge
68. Le starets moldave Païssij Velitchkovskij. Sa vie, son enseignement et son influence sur le monachisme orthodoxe, Serge Tchetverikov[11]
69. Hymnes sur le Jeûne, Éphrem le Syrien
70. Hymnes sur l’Épiphanie, Éphrem le Syrien
71. L’expérience de Dieu dans la vie de prière, Père Matta el-Maskîne
72. Le monachisme primitif. Des origines jusqu’au concile d’Éphèse, Père Vincent Desprez
73. Vases d’argile. La pratique de la prière personnelle suivant la tradition des saints Pères, Gabriel Bunge
74. La nouvelle création de l’homme, Père Matta el-Maskîne
75. Histoire Lausiaque, Pallade d’Hélénopolis
76. L’Univers Spirituel d’Isaac Le Syrien, Hillarion Alfeyev
77. La Colonne au carrefour du monde, Hartmut Gustav Blersch
78. Données à Dieu, Mariella Carpinello
79. Les Grandes Catéchèses, Théodore Stoudite
80. L’Évangile en araméen, Mgr Alichoran
81. Œuvres spirituelles, Isaac le Syrien
82. Le glorieux prophète Élie dans la liturgie byzantine, Sœur Éliane Poirot
83. Le combat chrétien – Hymnes de Ecclesia, Éphrem le Syrien
84. Pour chanter le prophète Élisée dans la liturgie byzantine, Sœur Éliane Poirot
85. Études sur le monachisme byzantin, Julien Leroy
86. Le Christ en ses symboles, Éphrem le Syrien
87. Vin des dragons et pain des anges. Colère et douceur dans la doctrine spirituelle d’Évagre le Pontique, Gabriel Bunge
88. Œuvres Spirituelles – III, Isaac le Syrien
89. La descente aux enfers, Saint Éphrem
90. Prière et vie spirituelle. Textes des Pères syriaques, Sébastien Brock
91. Petit recueil ascétique, Basile de Césarée
92. Vivre la communion dans l'Esprit Saint et dans l'Église, Jean-Robert Pouchet
93. En esprit et vérité, Gabriel Bunge